# Maria Penz
Maria Penz (* 1897 in München; † 1983 ebenda) war eine deutsche Fotografin.

## Leben
Maria Penz war die Tochter eines Feinmechanikers. Nach Abschluss der Volksschule wurde sie Hauswirtschafterin und absolvierte außerdem eine Lehre zur Schneiderin, wechselte aber dann aus gesundheitlichen Gründen und aus mangelnder Freude an ihrer bisherigen Tätigkeit den Beruf und schloss eine Ausbildung zur Pressefotografin an. 1938 bestand sie die Prüfung zur Bildberichterstatterin. Sie dokumentierte das Alltagsleben in München und Dachau im und nach dem Zweiten Weltkrieg. Während des Dritten Reichs fotografierte sie häufig nationalsozialistische Veranstaltungen, Aufmärsche und Staatsbesuche, später oft Flüchtlingstreffen, Gedenk- und Wohltätigkeitsveranstaltungen. Viele Jahre lang dokumentierte sie in München alljährlich die Fronleichnamsprozession mit Kardinal Michael Faulhaber. Penz wurde im Zweiten Weltkrieg in München ausgebombt und lebte danach 1945 zunächst im Pfarrhof von St. Jakob in Dachau. Von dort aus besuchte sie am 15. Juli 1945 Karl Leisner in Planegg und porträtierte ihn dort. Später war sie in der Wagmüllerstraße 21/V in München ansässig. 1971 porträtierte sie Oskar Kokoschka und dessen Frau vor dem Selbstporträt mit Frau OLDA.
Maria Penz, die dem Bayerischen Journalisten-Verband angehörte, war bis 1980 als Fotografin aktiv.
Das Archiv der Fotografin befindet sich im Stadtarchiv München.